# リチャード・プライス (作家)
リチャード・プライス（Richard Price, 1949年10月12日 - ） は、アメリカ合衆国の小説家、脚本家、映画プロデューサーである。

## 経歴
ニューヨーク市ブロンクス区で生まれた。ブロンクス区北東の公営団地で育った。1967年にブロンクス科学高等学校を卒業をした後、コロンビア大学、コーネル大学、MFAから文学士を修得した。また、スタンフォード大学も卒業した。コロンビア大学、エール大学、ニューヨーク大学で文学を教えた。1999年に、文学の分野においてアメリカ芸術文学アカデミー賞を授与された。家族とともにニューヨーク市に在住している。

## フィルモグラフィー

### 映画
- 愛の断層 Bloodbrothers （1978年） - 原作
- ワンダラーズ The Wanderers （1979年） - 原作
- ニューヨーク・ベイサイド物語 Streets of Gold （1986年） - 脚本
- ハスラー2 The Color of Money （1986年） - 脚本
- シー・オブ・ラブ Sea of Love （1989年）- 脚本
- ニューヨーク・ストーリー New York Stories （1989年） - 脚本
- ナイト・アンド・ザ・シティ Night and the City （1992年） - 脚本
- 哀愁のメモワール Ethan Frome （1993年） - 製作総指揮
- 恋に落ちたら… Mad Dog and Glory （1993年） - 脚本・製作総指揮
- 死の接吻 Kiss of Death （1995年） - 脚本
- クロッカーズ Clockers （1995年） - 脚本・原作
- 身代金 Ransom （1996年） - 脚本
- シャフト Shaft （2000年） - 脚本
- フリーダムランド Freedomland （2006年） - 脚本・原作
- チャイルド44 森に消えた子供たち Child 44 （2015年） - 脚本

### テレビ映画
- アリーナ・ブレインズ Arena Brains （1988年） - 脚本・出演

### テレビドラマ
- ザ・ナイト・オブ The Night Of （2016年） - 企画・製作総指揮
- アウトサイダー The Outsider (2020年) - 企画・製作総指揮